# Zubi
Zubi (en georgiano: ზუბი) es un pueblo de Georgia ubicado en el sur de la región de Racha-Lechjumi y Baja Esvanetia, siendo parte del municipio de Tsagueri. 

## Geografía
Zubi está a orillas del río Tsjenitskali, un afluente del río Rioni, a 13 kilómetros de Tsagueri. Zubi es parte de la región histórica de Lechjumi. 

## Historia
Zubi fue mencionado por primera vez en fuentes en el siglo XVII. En las inmediaciones del pueblo se conservan las ruinas del castillo medieval de Zubi. En el territorio de la aldea, en la margen derecha del río Tsjenitskali, se descubrieron accidentalmente una vasija baja de tres orejas de arcilla negra brillante de la Edad del Bronce Medio y 2 brazaletes de bronce de la Edad Helénica. 
En 2015, se construyó una magnífica iglesia ortodoxa a expensas de las familias Benidze, Chikovani y los residentes locales de las familias indígenas Chakvetadze. Desde 2016, con el apoyo de la UE, un pintoresco sendero ecológico atraviesa el pueblo y conduce a través de bosques reliquia de hayas, castaños y abetos hasta la meseta de Asji. 

## Demografía
La evolución demográfica de Zubi entre 2002 y 2014 fue la siguiente:
| 630                                             | 471 |
| (Fuente: Population of Georgia in Soviet times) |     |

Según los datos del censo de 2014, los georgianos suponen el 100% de la población local.

## Economía
Zubi es único por su vida medieval y hermosos paisajes de montaña. 

## Infraestructura

### Monumentos y lugares de interés
El material se almacena en el museo de costumbres locales de Tsagueri.

### Transporte
Zubi está en la carretera de Tsagueri a Kutaisi.

## Cultura

### Gastronomía
La microzona climática crea condiciones únicas en el pueblo para el crecimiento de las uvas negras usajelauri, que solo crece en este lugar. De estas uvas se elabora uno de los vinos georgianos más raros, usajelauri.